# Suzuki Fumiya
Fumiya Suzuki (sinh ngày 29 tháng 4 năm 1998) là một cầu thủ bóng đá người Nhật Bản.

## Sự nghiệp câu lạc bộ
Fumiya Suzuki đã từng chơi cho FC Tokyo.